# Alessandra Camarda
Alessandra Camarda (Bergamo, 5 agosto 1988) è una pallavolista italiana.
Gioca nel ruolo di schiacciatrice nella Pallavolo Don Felice Colleoni.

## Carriera
La carriera di Alessandra Camarda comincia nel 2005, come libero, con il Pallavolo Brembate Sopra, squadra militante nel campionato di Serie B2; l'anno successivo resta nella stessa categoria con il Volley 2000 Pisogne.
Nella stagione 2007-08 viene ingaggiata dal Volley Bergamo, in serie A1: con il club orobico resta per due stagioni, utilizzata come riserva. In questo periodo vince i primi trofei come la Coppa Italia 2007-08 e la Champions League 2008-09. Nella stagione 2009-10 viene ceduta al Conero e Ponterosso in serie A2.
A campionato 2010-11 già iniziato, viene ingaggiata dal Racing Club de Cannes, in Pro A, in sostituzione di Paola Croce, con il quale vince sia la Coppa di Francia, che lo scudetto.
Nella stagione 2011-12 torna in Italia, giocando per l'AST Latina Volley, in Serie B1 e cambiando ruolo in schiacciatrice. Nella stagione successiva gioca invece in Serie B2 col Volley Terracina. Nel campionato 2013-14 torna in Serie B1 con la Pallavolo Hermaea di Olbia, restando nella medesima serie anche nel campionato seguente, giocando con l'Orizzonte.
Nel campionato 2015-16 torna a vestire la maglia della squadra di Olbia, questa volta in Serie A2, mentre nella stagione successiva è nuovamente in Serie B1 con la Don Colleoni di Trescore Balneario.

## Palmarès

### Club
- Campionato francese: 1

2010-11
- Coppa Italia: 1

2007-08
- Coppa di Francia: 1

2010-11
- Champions League: 1

2008-09